# Дорна-Арини (Сучава)
Дорна-Арини (рум. Dorna-Arini) насеље је у Румунији у округу Сучава у општини Дорна-Арини. Oпштина се налази на надморској висини од 807 m.

## Становништво
Према подацима из 2011. године у насељу је живело 1194 становника.